# 나나키촌
나나키촌(일본어: 七貴村)은 일본 나가노현 기타아즈미군에 있던 촌이다. 현재의 아즈미노시, 이케다정에 해당한다.

## 역사
- 1875년 2월 18일 - 지쿠마현 아즈미군 나나키촌이 성립하였다.
- 1876년 8월 21일 - 나가노현에 소속되었다.
- 1879년 1월 4일 - 군구정촌편제법 시행에 의해 기타아즈미군에 소속되었다.
- 1889년 4월 1일 - 정촌제 시행에 의해 나나키촌이 단독으로 자치체를 형성하였다.
- 1956년 9월 30일 - 히가시치쿠마군 아카시나정과 합병해, 새로운 아카시나정이 성립하여, 동일 나나키촌은 폐지되었다.

## 교통

### 도로
- 국도 제19호선

## 참고문헌
- 角川日本地名大辞典 20 長野県